# Guzmania squarrosa
Guzmania squarrosa är en gräsväxtart som först beskrevs av Carl Christian Mez och Luis Aloysius, Luigi Sodiro, och fick sitt nu gällande namn av Lyman Bradford Smith och Colin Stephenson Pittendrigh. Guzmania squarrosa ingår i släktet Guzmania och familjen Bromeliaceae. Inga underarter finns listade i Catalogue of Life.

## Bildgalleri

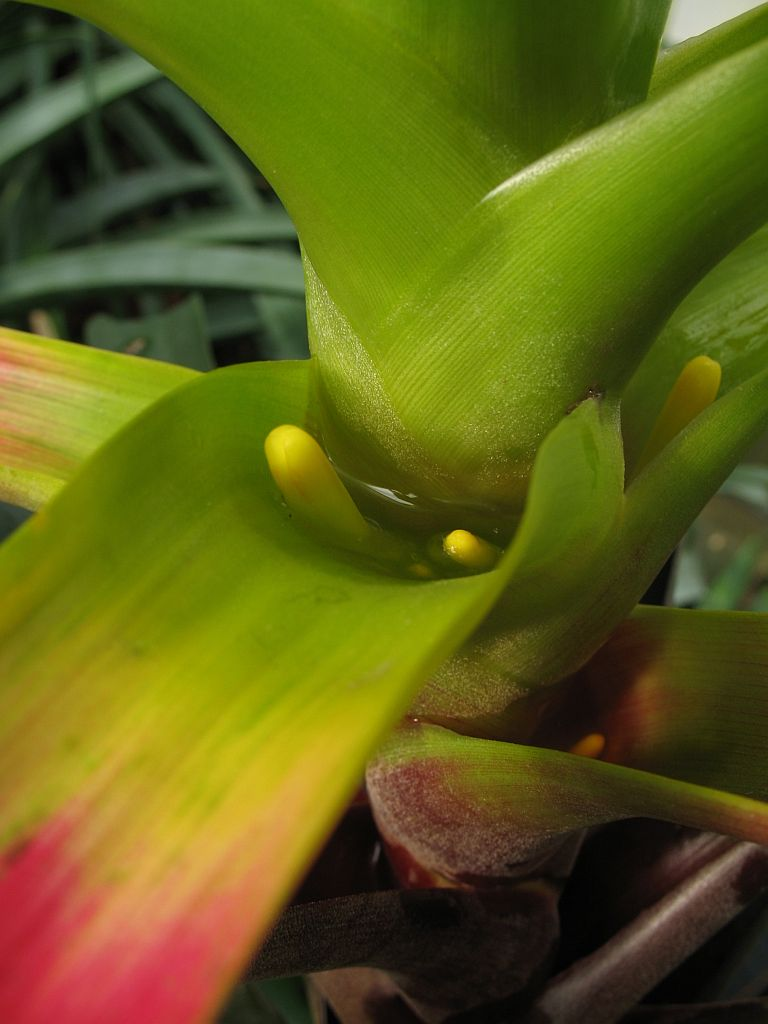
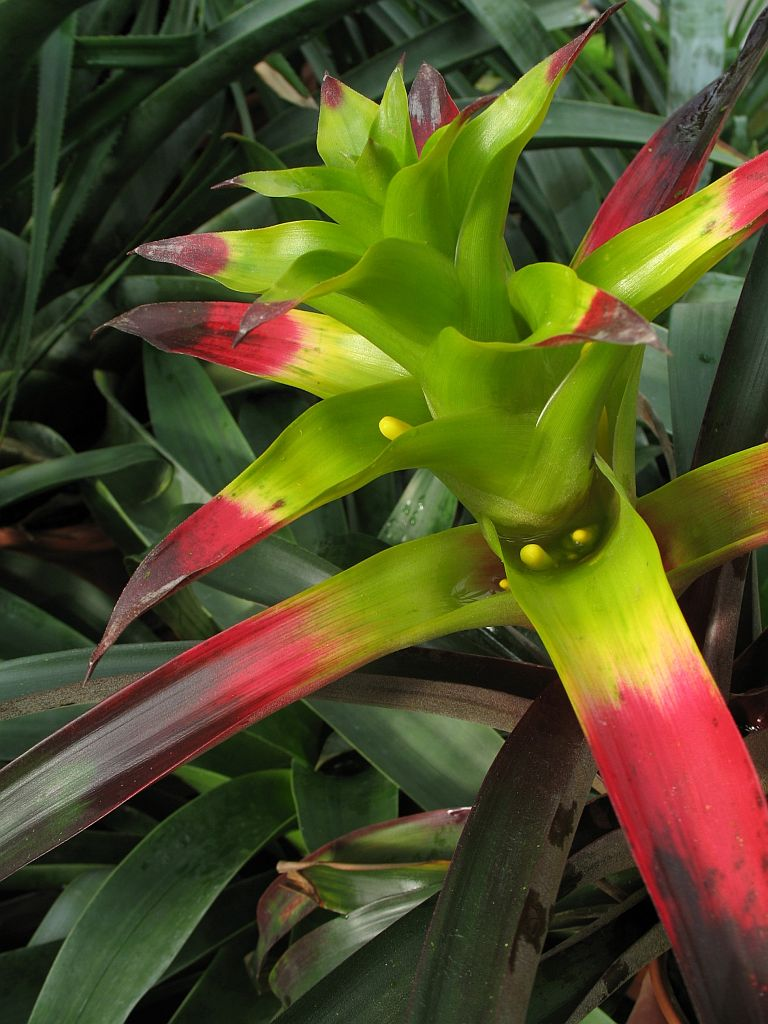